# اوب (شهر)
شهر اوب (به روسی: Обь) در کشور روسیه و در استان نووسیبیرسک واقع شده‌است.